# 台州列島
台州列島（たいしゅう-れっとう）は中華人民共和国に位置する島嶼群。浙江省台州市椒江区大陳鎮に所属する。椒江海門港から29海里に位置する。1951年から1955年まで中華民国浙江省政府が設置されていた。中華民国側の名称は大陳列島（だいちん-れっとう）である。

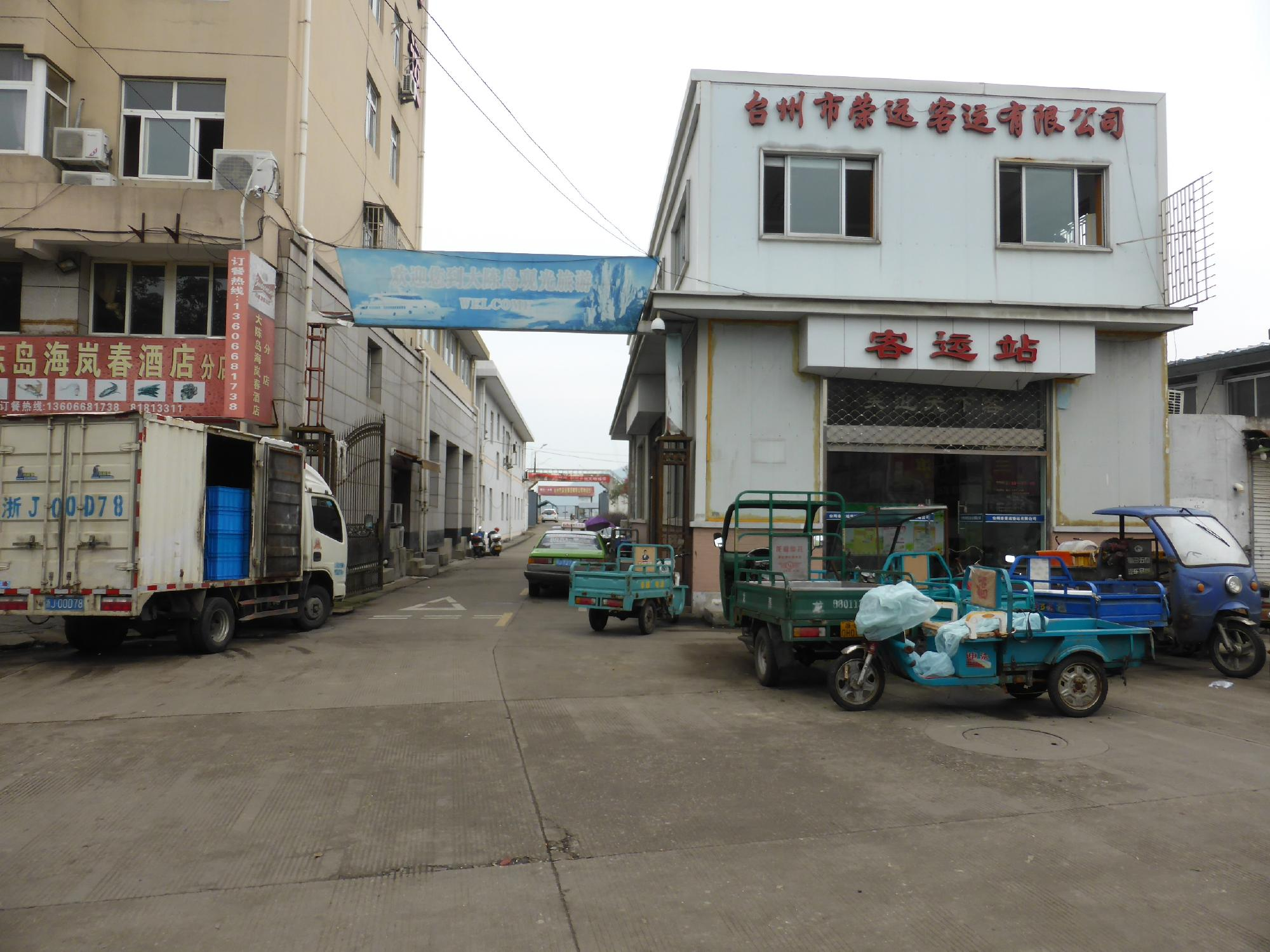
台州市椒江区海門港にある旅客ターミナル

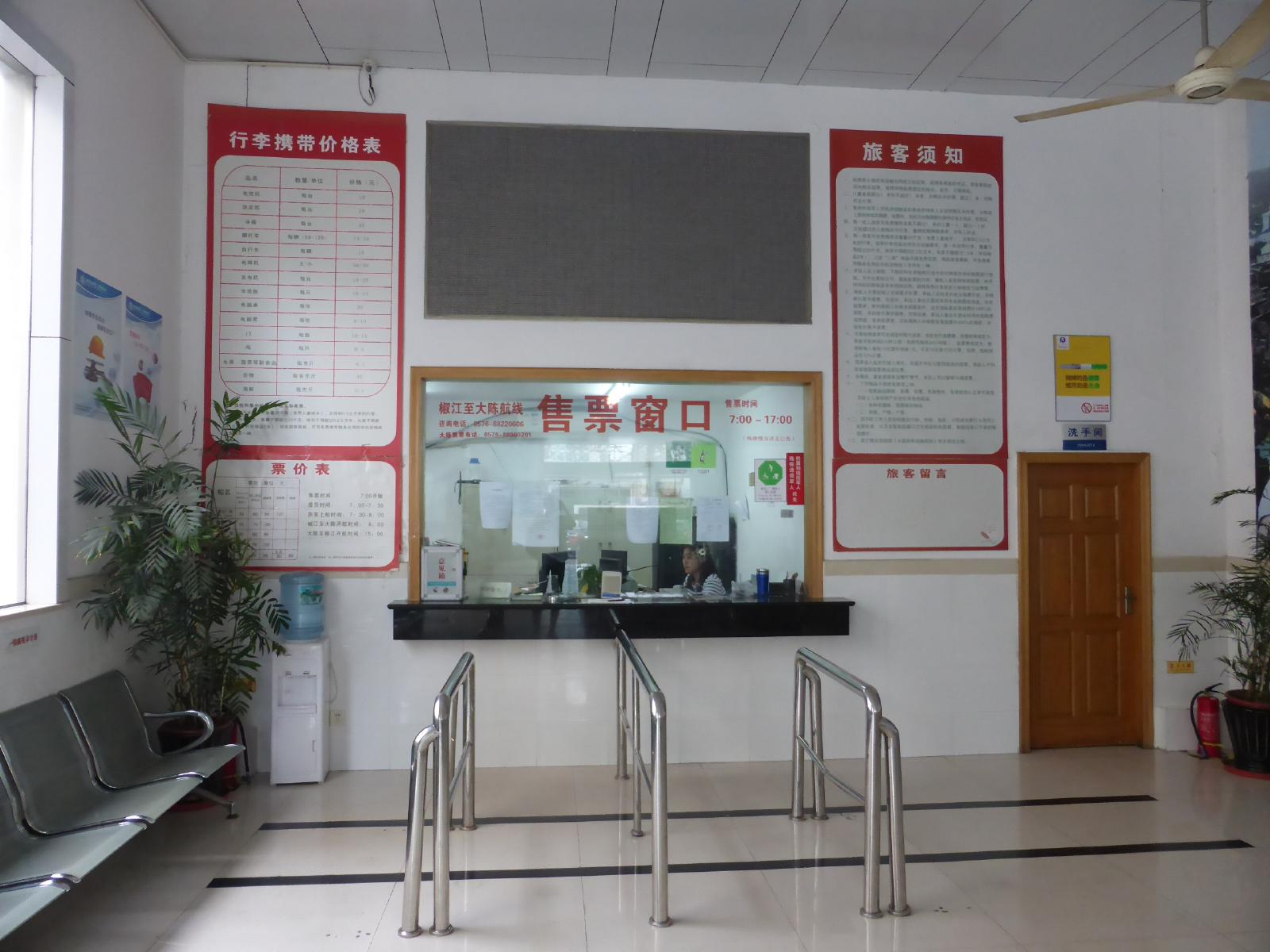
ターミナル内のチケットカウンター

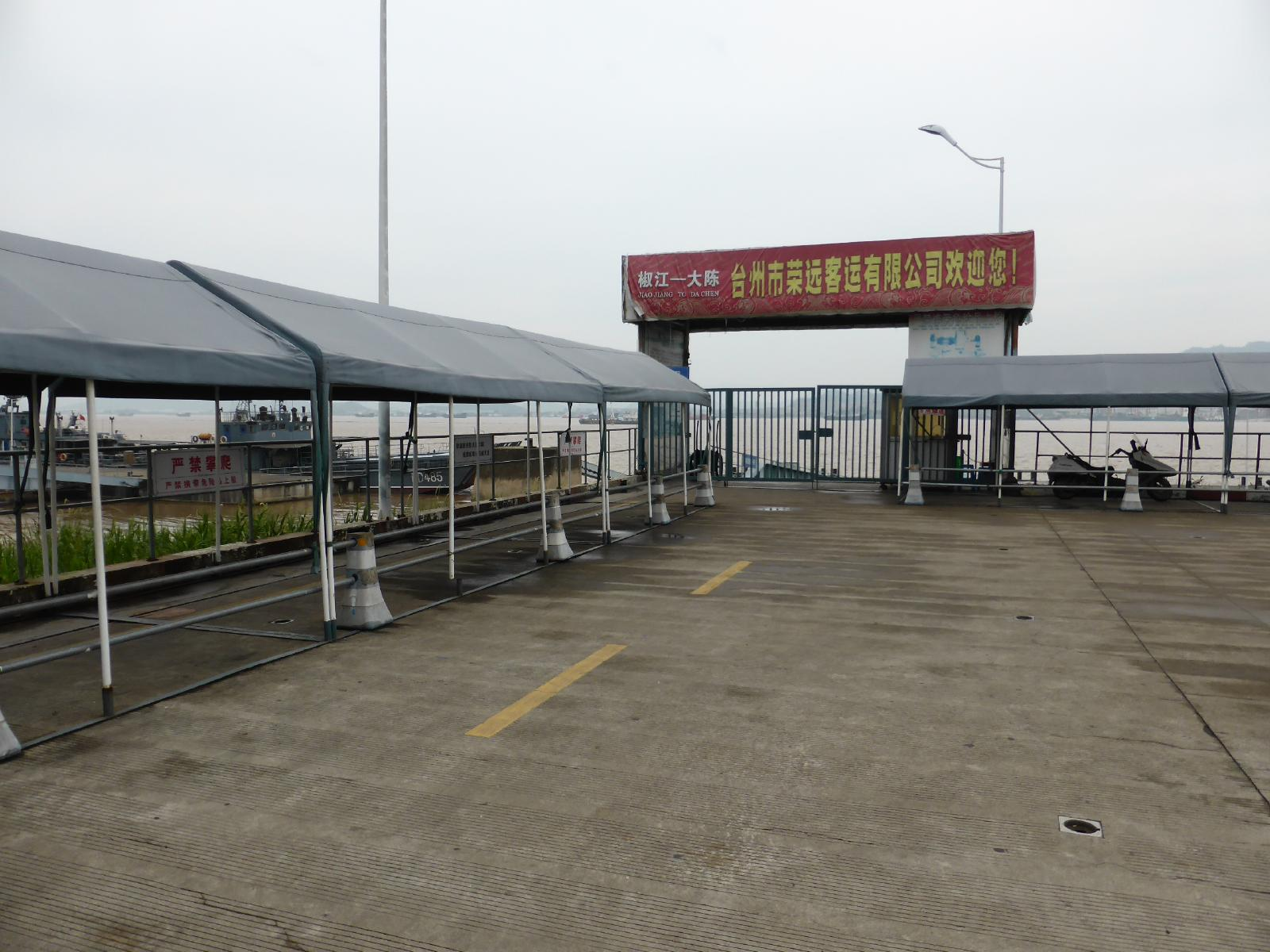
旅客船ターミナル

台州列島は中国の領海基点2点が設置されている。2006年には中国人民解放軍海軍が島上に領海起点の石碑を設置している
- 台州列島（1）北緯28度23.9分 東経121度55.0分 / 北緯28.3983度 東経121.9167度
- 台州列島（2）北緯28度23.5分 東経121度54.7分 / 北緯28.3917度 東経121.9117度

## 島嶼岩礁
- 一江山島（中国語版）：南江島、北江島。1955年1月の一江山島戦役で知られる。
- 大陳島（中国語版）：上大陳島、下大陳島、洋旗島、竹嶼、蓮子礁。同じく1955年2月の大陳島撤退作戦で知られる。

## 交通
台州路橋空港もしくは台州駅から椒江海門港に行き、そこからフェリーで行く。